# Station Tenay-Hauteville
Station Tenay-Hauteville is een spoorwegstation in de Franse gemeente Tenay.